# Peter August Gödecke
Peter August Gödecke (2. juni 1840 - 18. august 1890) var en svensk forfatter og pædagog.
Gödecke blev student 1861, kandidateksamen i filosofi 1869, hvorefter han blev forstander for den ene af de 3 lige gamle ældste folkehøjskoler i Sverige, den ved Herrestad i Östergötland, som siden (1872) flyttedes til Lunnevad. 1872 blev Gödecke Dr. phil. og 1873 forstander for Örebro Amts første højskole. 1876—79 var han hovedredaktør for "Aftonbladet", og fra 1880 var han rektor for skolelærerseminariet i Växjö. Gödecke sendte bidrag til adskillige tidsskrifter, men vandt størst ry ved sin fortræffelige oversættelser af Eddaen (1877), som lønnedes med Letterstedtska priset.